# Letino
Letino ist ein italienisches Dorf mit 628 Einwohnern (Stand 31. Dezember 2023) in der Provinz Caserta in der Region Kampanien. Sie ist Bestandteil der Comunità Montana del Matese. Berühmt wurde das Dorf durch den anarchistischen Aufstand im Jahre 1877, welcher von Errico Malatesta, Carlo Cafiero und Pietro Cesare Ceccarelli angeführt wurde. Zu Ehren Malatestas wurde in dem Ort eine Straße nach ihm benannt. Ein anderes Dorf aus der gleichen Provinz, welches ebenfalls in den Aufstand verwickelt war, war das Dorf Gallo.
Die Nachbargemeinden sind Gallo Matese, Prata Sannita, Roccamandolfi (IS), San Gregorio Matese und Valle Agricola.